# NGC 2841
NGC 2841 је спирална галаксија у сазвежђу Велики медвед која се налази на NGC листи објеката дубоког неба.
Деклинација објекта је + 50° 58' 35" а ректасцензија 9h 22m 2,3s. Привидна величина (магнитуда) објекта NGC 2841 износи 9,3 а фотографска магнитуда 10,1. Налази се на удаљености од 17,504 милиона парсека од Сунца. NGC 2841 је још познат и под ознакама UGC 4966, MCG 9-16-5, CGCG 265-6, KARA 324, PGC 26512.